# Als (parochie)
Als is een parochie van de Deense Volkskerk in de Deense gemeente Mariagerfjord. De parochie maakt deel uit van het bisdom Aalborg en telt 2442 kerkleden op een bevolking van 2598 (2007).
Historisch was de parochie deel van Hindsted Herred. De parochie werd in 1970 opgenomen in de toen gevormde gemeente Hadsund. In 2007 ging deze op in de gemeente Mariagerfjord.
Als · Arden · Astrup · Hadsund · Øster Hurup · Oue · Rold · Rostrup · Skelund · Storarden · Valsgaard · Vebbestrup · Visborg · Vive